# Тафий
Тафий, иногда Тафос (др.-греч. Τάφιος), — персонаж греческой мифологии из аргосского цикла, вождь племени тафиев или телебоев, эпоним острова Тафос. Претендовал на царскую власть над Микенами.

## В мифологии

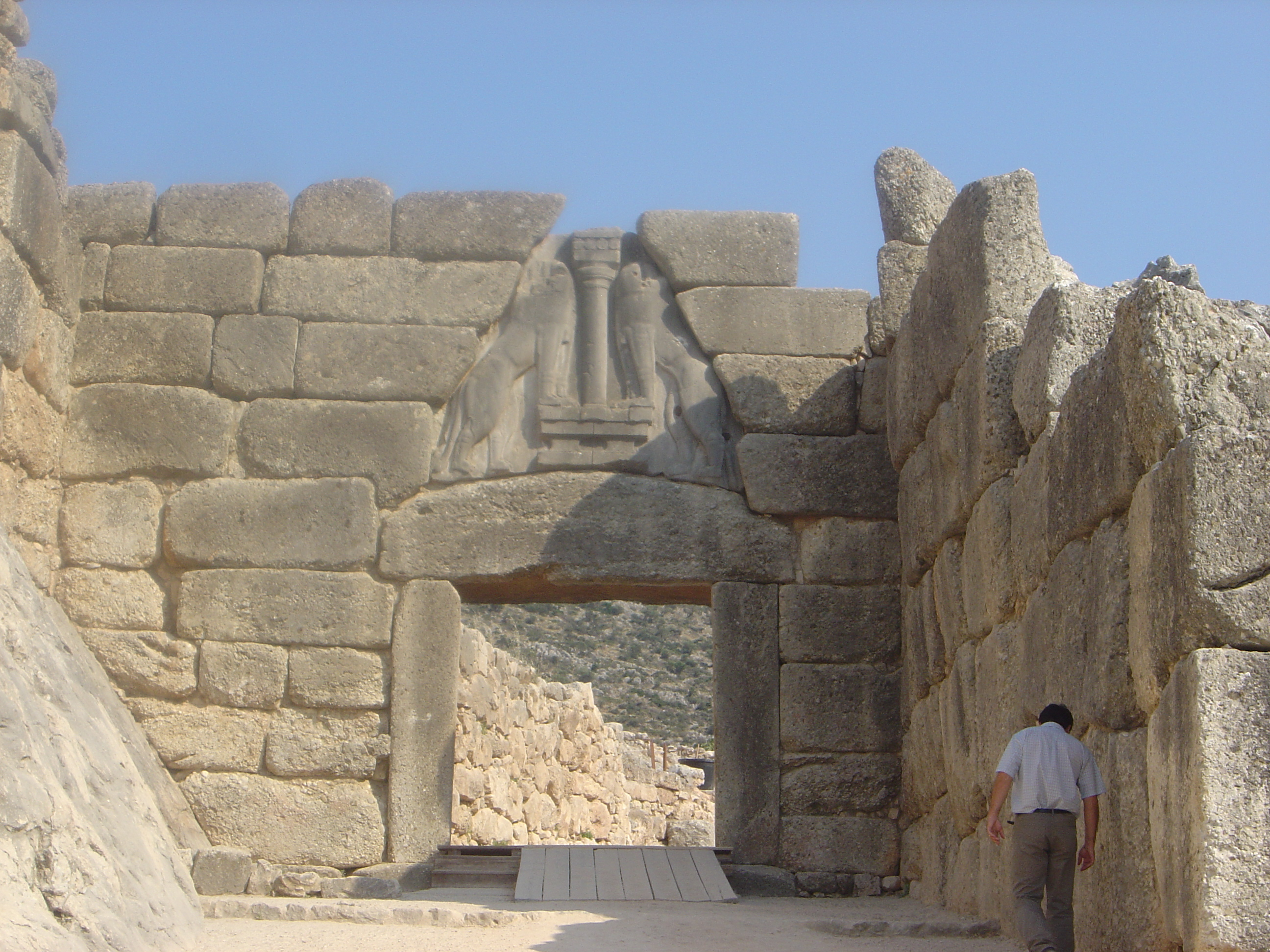
Львиные ворота в Микенах

Согласно классической версии мифа, Тафий был сыном микенской царевны Гиппофои (внучки Персея) и морского бога Посейдона, который похитил Гиппофою и перенёс на Эхинадские острова. Тафий родился в Микенах. Став взрослым, он колонизировал остров Тафос в Ионическом море, у побережья Акарнании. Обитателей этой земли Тафий назвал телебоями, потому что, по словам Псевдо-Аполлодора, «ушёл далеко от родины» (исследователи констатируют, что это явно ложная этимология). Позже герой вернулся в Микены и заявил о своих правах на царскую власть, которая тогда принадлежала его родичу Электриону. Получив отказ, он начал угонять коров Электриона, и дело быстро дошло до войны. В схватке погибли почти все царские сыновья кроме Ликимния. Тогда на войну с телебоями отправился сам Электрион, но в этом походе он случайно погиб от руки своего зятя Амфитриона. Тем не менее Тафию власть над Микенами не досталась.
Сыном Тафия был Птерелай, многочисленные сыновья которого участвовали в войне с Электрионом. Многие антиковеды полагают, что слова «пришли сыновья Птерелая вместе с Тафием» в сохранившихся рукописях Псевдо-Аполлодора — это ошибка; на самом деле автор хотел написать «с тафийцами», и в таком случае Тафий, видимо, не принимал участие в борьбе за микенский престол.
Согласно альтернативной генеалогии, отцом Тафия был Птерелай, сын Гиппофои.